# سنگ‌چشم‌های تاج‌سفید
سنگ‌چشم‌های تاج‌سفید (نام علمی: Eurocephalus) سرده کوچکی از پرندگان گنجشک‌سان از خانواده سنگ‌چشمان است و تنها دو گونه در این سرده جای می‌گیرند.
| نگاره | نام علمی                | نام رایج                       | پراکندگی                                                       |
| ----- | ----------------------- | ------------------------------ | -------------------------------------------------------------- |
|       | Eurocephalus ruppelli   | سنگ‌چشم سرسفید شمالی یا تاج‌سفید | شرق آفریقا از جنوب شرقی سودان جنوبی و جنوب اتیوپی تا تانزانیا  |
|       | Eurocephalus anguitimes | سنگ‌چشم سرسفید جنوبی یا تاج‌سفید | آنگولا، بوتسوانا، موزامبیک، نامیبیا، آفریقای جنوبی و زیمبابوه. |

اینها سنگ‌چشم‌های بزرگ قهوه‌ای و سفید هستند که در جنوب صحرای آفریقا یافت می‌شوند. آنها برخلاف سنگ‌چشم‌های نمادین گونه‌های گروهی هستند و پروازی طوطی‌مانند دارند.
نر و ماده در هر دو گونه از نظر پروبال شبیه هم هستند اما از پرندگان نابالغ قابل تشخیص هستند.